# Джебраил
Джебраи́л (азерб. Cəbrayıl) — город в Азербайджане, административный центр Джебраильского района.
С 1993 по 2020 год контролировался армянскими силами непризнанной Нагорно-Карабахской Республики (НКР). Местное азербайджанское население бежало из города, опасаясь наступления армянских сил. В 1993 году город был полностью разрушен.
В октябре 2020 года в результате Второй Карабахской войны город был возвращён под контроль Азербайджана.
В июле 2023 года Президент Ильхам Алиев учредил 4 октября как день города Джебраил и постановил ежегодно торжественно отмечать его.

## Этимология
Согласно энциклопедическому словарю топонимов Азербайджана, город носит имя одного из влиятельных представителей из племени афшаров Джебраила, жившего в XVI веке и похороненного, по преданию, в районе города в месте, известном как «Пир Джебраил ата» («святилище отца Джебраила»). Само имя Джебраил (Джабраил) (библейский Гавриил) является кораническим именем одного из четырёх приближённых к Аллаху ангелов.

## География
Расположен в 14 км от железнодорожной станции Махмудлы на недействующей с начала 1990-х линии Баку — Ереван, в 15 км к северу от границы с Ираном.
В советские годы в центре Джебраила рос платан высотой 50 м, диаметром 5 м и возрастом 900—1000 лет. Посетившие город в апреле 2021 года репортёры Общественного телевидения Азербайджана обнаружили на месте платана лишь обгорелое основание ствола, заросшее молодыми деревцами.

## История

### В составе Российской империи

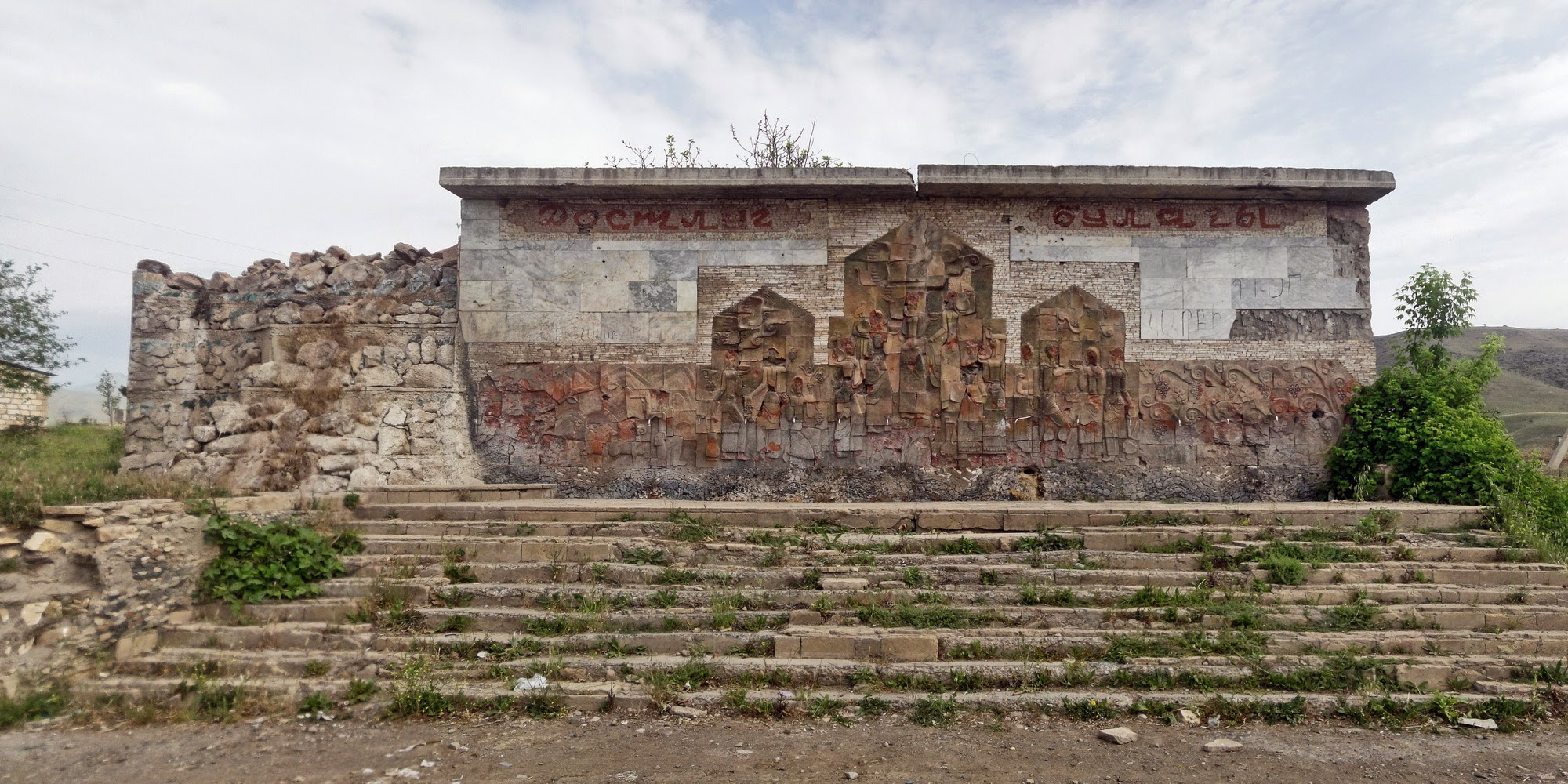
Бывший родник «Весна дружбы»(достлуг булагы) в 2014 году.

По Гюлистанскому договору 1813 года Карабахское ханство было присоединено к Российской империи.
С 1822 года в составе Карабахской провинции. В 1840 году эта провинция была преобразована в Шушинский уезд, из которого в 1868 году при образовании Елизаветпольской губернии был выделен Джебраильский уезд, административным центром которого стал Джебраил (до 1905 года). Во времена Российской империи населённый пункт был таможенным пунктом на границе с Персией. С 1875 по 1882 год в Джебраиле располагался мировой отдел Джебраильского уезда[уточнить].

### Период Азербайджанской ССР
В период Азербайджанской ССР был посёлком городского типа, административным центром Джебраильского района Азербайджанской ССР. На начало 1950-х годов здесь имелись средняя и две семилетние школы, дом культуры, летний и зимний кинотеатры, две библиотеки и клуб. 
Указом Президиума Верховного Совета Азербайджанской ССР от 24 октября 1980 года посёлок Джебраил был преобразовал в город районного подчинения. 

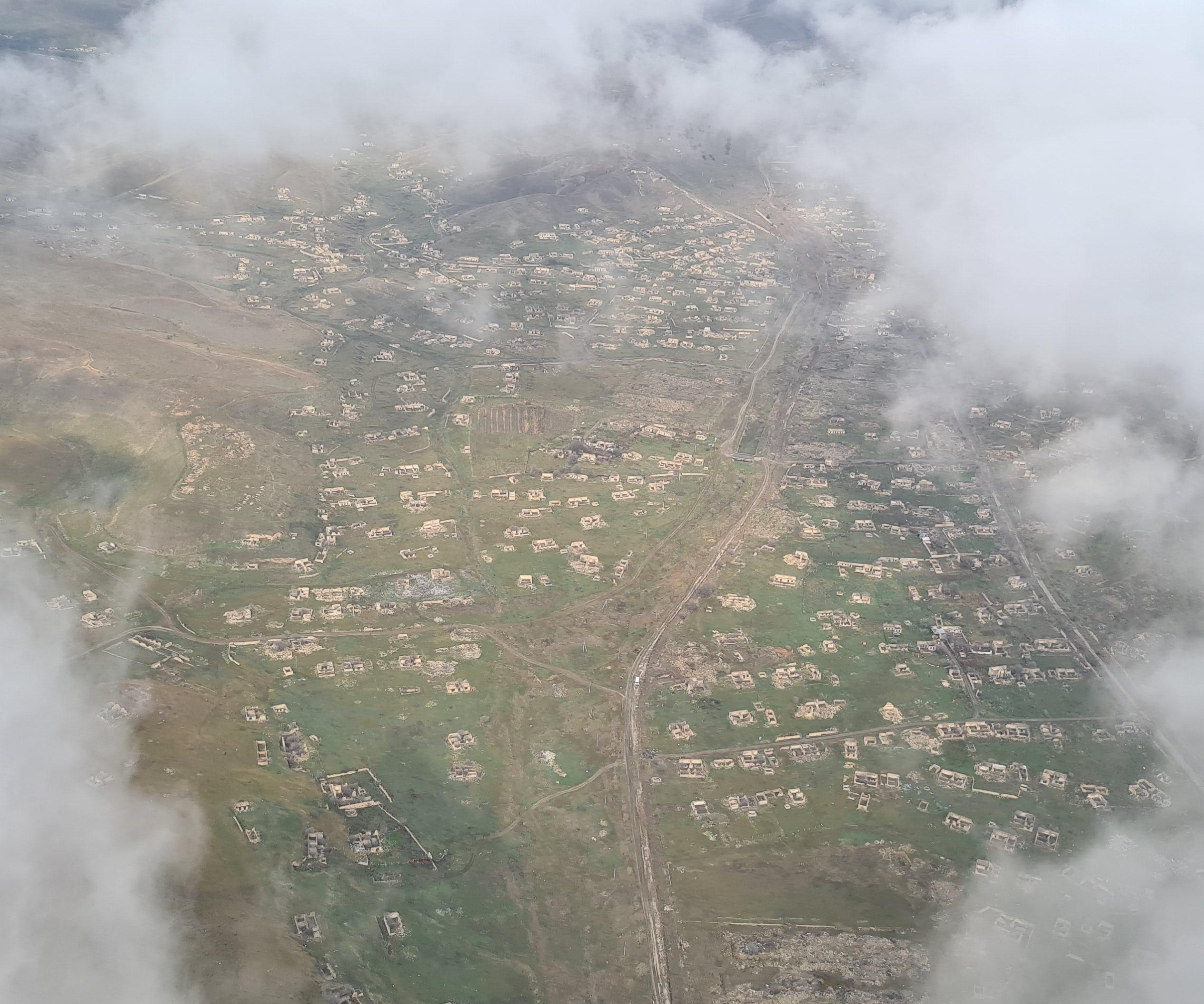
Руины города Джебраил

### Первая карабахская война
В результате Первой карабахской войны в августе 1993 года город перешёл под контроль непризнанной НКР. 
При этом город был разрушен. По состоянию на октябрь 2020 года его руины находились в заброшенном состоянии. Разрушению подверглись также могилы на азербайджанском кладбище города. 
Будучи под контролем НКР, город впоследствии вошёл в состав Гадрутского района НКР и именовался Джракан или Мехакаван. В начале 2000 года близ руин города было начато строительство военного городка Мехакаван, где на 2018 год проживало 250 офицерских семей. В конце 2017 года здесь было сдано в эксплуатацию многоквартирное жилое здание для офицеров армии обороны НКР.
В октябре 2017 года на прилегающей к армянской воинской части территории была построена церковь Св. Богородицы. МИД Азербайджана охарактеризовал открытие армянской церкви в Джебраиле как провокацию. Помощник президента Азербайджана Хикмет Гаджиев заявил, что «строительство армянской церкви в оккупированном Джебраиле, где армяне никогда не жили, является попыткой придания конфликту религиозного окраса». 
После перехода города осенью 2020 года под контроль Азербайджана церковь была снесена. 25 марта 2021 года Хикмет Гаджиев повторил свои ранние заявления, назвав постройку часовни незаконной и попыткой «изменить религиозно-культурный характер захваченных земель». МИД Азербайджана отметил, что «часовня, построенная всего пять лет назад для обслуживания оккупационных сил, никак не может считаться частью культурной истории Джебраила». Посол Армении в России Вардан Тоганян, в свою очередь, назвал церковь «средневековой», а её снос — «актом культурного геноцида».

### Вторая карабахская война

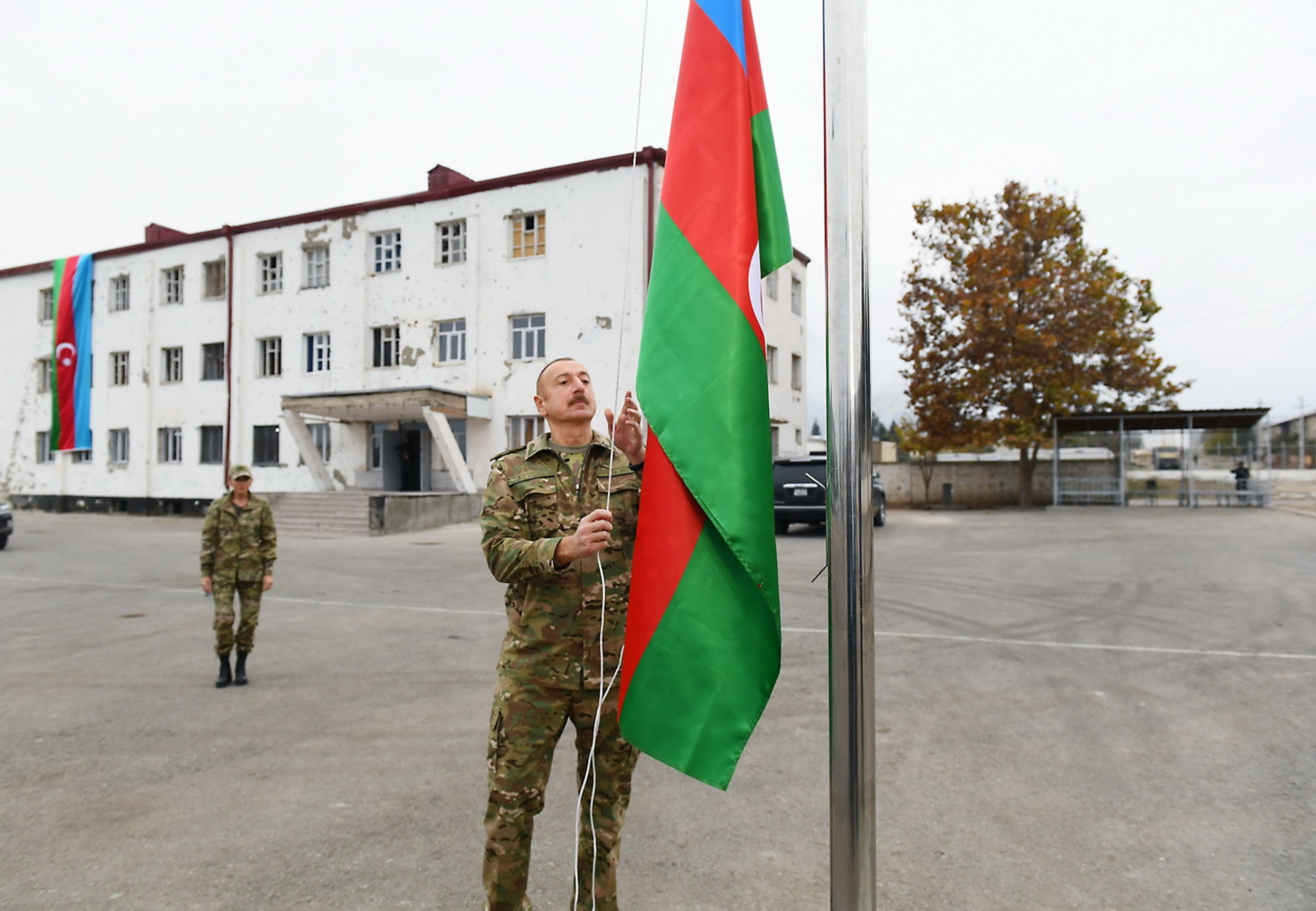
Президент Азербайджана Ильхам Алиев водружает флаг Азербайджана над городом Джебраил. 16 ноября 2020 года

4 октября 2020 года президент Азербайджана Ильхам Алиев заявил, что азербайджанская армия взяла под контроль город Джебраил и несколько сёл Джебраильского района в ходе Второй карабахской войны. Пресс-секретарь Нагорно-Карабахской Республики Ваграм Погосян и официальный представитель Министерства обороны Армении Арцрун Ованнисян опровергли это заявление, назвав его «дезинформацией». Однако спецкор «Новой газеты» Илья Азар привёл слова одного из добровольцев, с которым встретился 4 октября в Нагорном Карабахе, который сказал: «У нас в верхушке… в Армении говорят: „Джабраил, вперёд“, но его уже нет». По словам другого армянского добровольца, воевавшего на южном фронте, в районе Джебраила, его командира будут судить за то, что он ослушался приказа сверху, собрал ночью всю молодёжь и сказал уходить [из Джебраила]. Ещё один доброволец сказал: «Там всё очень плохо. Мы приехали с первой линии у Джабраила». После того, как Азербайджану удалось взять Джебраил, в конфликте наступил перелом в пользу азербайджанской армии.
9 октября 2020 года Министерство обороны Азербайджана опубликовало кадры с водружением флага Азербайджана над, как утверждается, руинами райцентра Джебраил. 14 октября Министерство обороны Азербайджана распространило видеорепортаж, снятый в Джебраиле, который подтверждал, что азербайджанская армия контролирует Джебраил. В ролике был показан военный городок, выстроенный армянами на южной окраине руин города. Побывавшие в Джебраиле журналисты Euronews подтвердили в репортаже от 17 октября, что город находится под полным контролем азербайджанской армии.

### Восстановление после войны
16 ноября 2020 года президент Азербайджана Ильхам Алиев посетил Джебраил и водрузил флаг Азербайджана на территории бывшего военного городка армянских сил в Джебраиле.
В начале февраля 2021 года в Джебраиле побывали аккредитованные в Азербайджане зарубежные послы, военные атташе и руководители международных организаций. Они, в частности, посетили разрушенные Дом культуры и кладбище.
В октябре 2021 года, в годовщину восстановления Азербайджаном контроля над городом, президент Ильхам Алиев заложил фундамент центральной районной больницы, школы и первого многоквартирного жилого квартала.

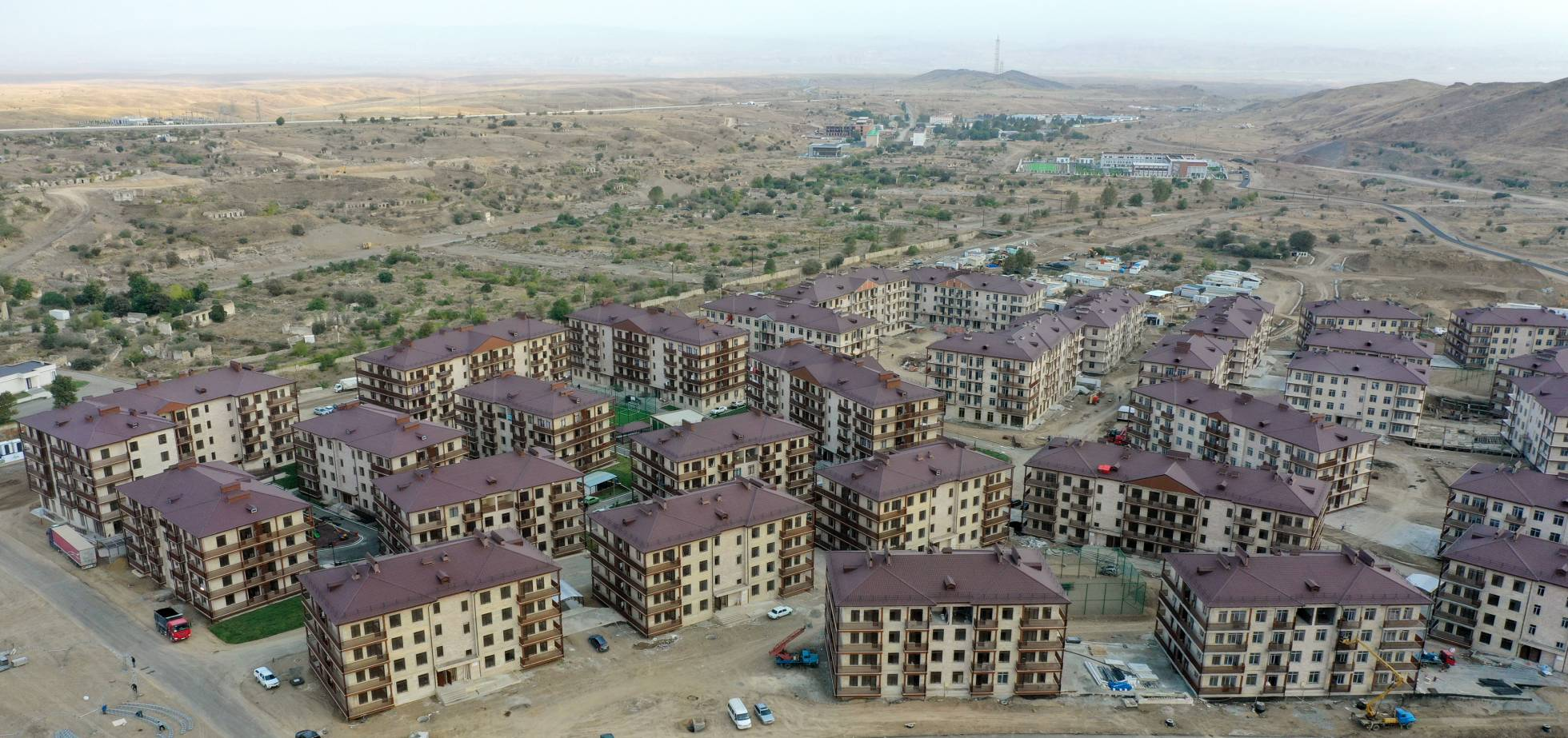
Жилой комплекс (октябрь 2024 г.)

31 мая 2024 года начато создание систем питьевого водоснабжения и канализации. Обеспечение питьевой водой планируется с помощью субартезианских колодцев и водохранилищ.  Будет построено 52 км сетей питьевого водоснабжения, 38 км сточных и 40 км сетей дождевых вод.
Возврат беженцев и вынужденных переселенцев в Джабраил начат 26 сентября 2024 года. На 4 октября 2024 года переселены 433 человека (133 семьи).
4 октября 2024 года сдан в эксплуатацию жилой комплекс из 33 жилых зданий, расположенный в шести кварталах. Комплекс состоит из 7 пятиэтажных и 26 четырёхэтажных зданий. Всего в комплексе 712 квартир. Комплекс расположен на площади 7,9 гектар.

## Общие сведения
В сентябре 2021 года британская компания «Chapman Taylor» выиграла тендер на подготовку проекта генерального плана города Джебраил.  В июле 2023 года утверждён генеральный план развития города до 2040 года.

## Население
Согласно Пространному реестру Гянджинско-Карабахского эялета, составленному османской администрацией, в 1727 году население села Джебраиллы Дизакского магала составляло 62 семьи, все — мусульмане. По данным «Кавказского календаря» на 1856 год, Джебраил населяли азербайджанцы-шииты (в источнике указаны как «татары»-шииты), которые между собой говорили по-азербайджански (в источнике по-«татарски»).
По данным переписи населения Российской империи 1897 года в Джебраиле жило 520 человек, из которых 228 человека (43,85 %) были армянами, 186 (35,77 %) — азербайджанцами, 76 (14,62 %) — русскими, 18 (3,46 %) — украинцами, 1 (0,19 %) — грузином, 1 (0,19 %) — немцем и 10 (1,92 %) — представителями других народов.
Согласно результатам Азербайджанской сельскохозяйственной переписи 1921 года, Джебраил одноимённого сельского общества Карягинского уезда Азербайджанской ССР населяли 200 человек (34 хозяйства), преобладающая национальность — тюрки-азербайджанцы.
Согласно материалам издания «Административное деление АССР», подготовленного в 1933 году Управлением народно-хозяйственного учёта Азербайджанской ССР (АзНХУ), по состоянию на 1 января 1933 года в Джебраиле являвшемся центром одноимённого района и сельсовета Азербайджанской ССР насчитывалось 178 жителей (94 мужчины и 84 женщины). Национальный состав всего сельсовета на 97,3 % состоял из тюрков (азербайджанцев).
В 1979 году в посёлке проживало 4825 человек, почти все (99,5 %) — азербайджанцы. Согласно Всесоюзной Переписи населения СССР 1989 года в Джебраиле проживали 6070 человек.
После возвращения города под контроль Азербайджана власти принялись за восстановление городской инфраструктуры. На февраль 2025 года в Джебраил на постоянное проживание вернулось 2293 человека.

## Экономика

### Период Азербайджанской ССР
В период Азербайджанской ССР в Джебраиле располагался маслосыродельный завод. Также было налажено производство ковров. В начале 1950-х годов функционировали винный завод и каменный карьер.

### Современный период
На 2023 год ведутся подготовительные мероприятия для строительства солнечной электростанции мощностью 240 МВт.
3 октября 2024 года начато строительство завода по производству безалкогольных напитков ООО «Azersun Holdinq». На заводе планируется выпуск газированной и негазированной воды, холодного чая, холодного кофе, лимонада, натуральных фруктовых соков. Мощность завода составит 250 миллионов ПЭТ-бутылок и 350 миллионов алюминиевых банок в год. Первоначальные инвестиции в завод составят 35 млн манат.

## Образование

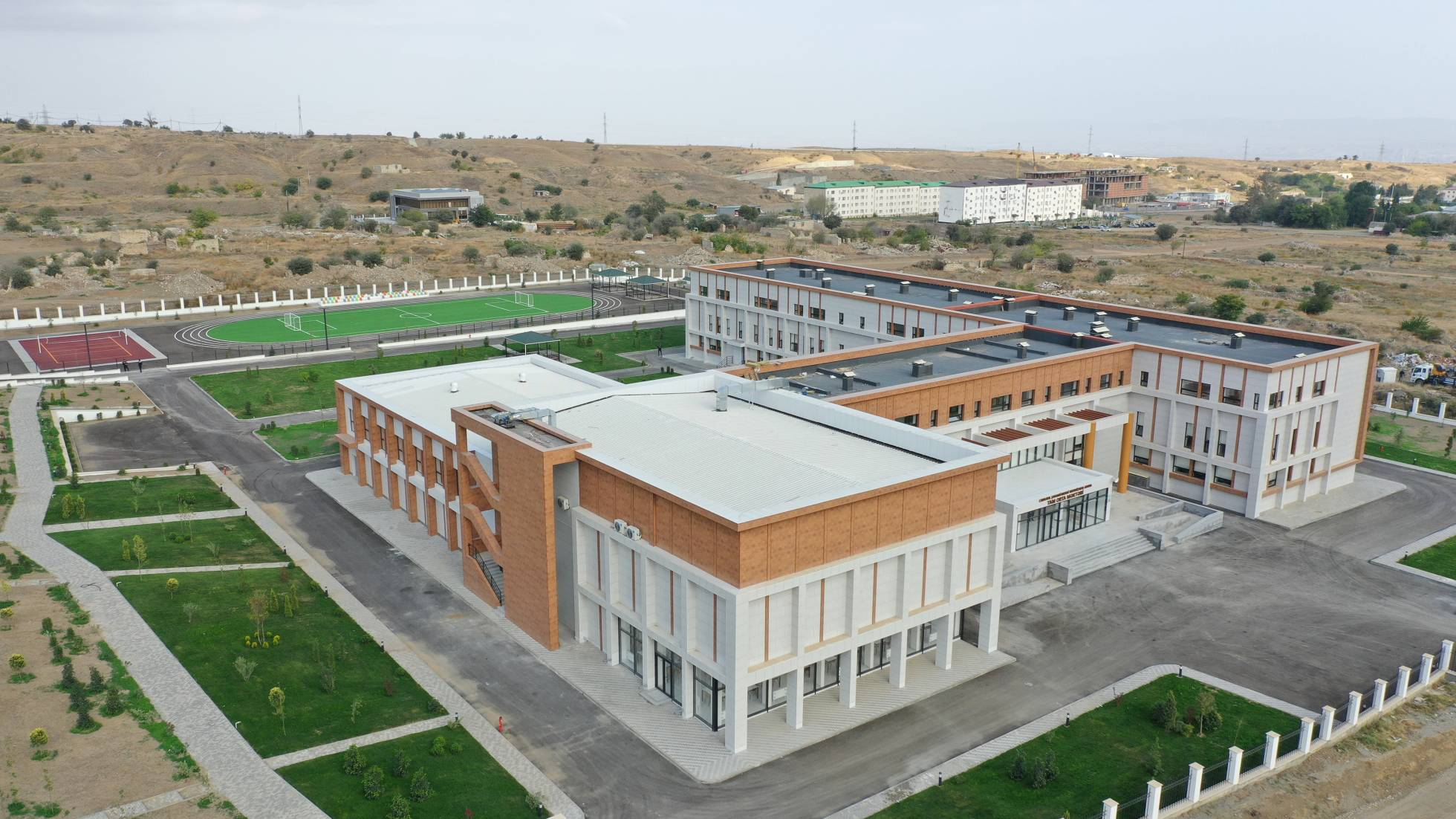
Средняя общеобразовательная школа им. Мехтизаде (октябрь 2024 г.)

3 октября 2024 года открыта школа им. Мехти Мехтизаде на 960 ученических мест. 9 октября в школе начались занятия.